# Ustawa o użyźnianiu
Ustawa o użyźnianiu (ang. National Reclamation Act) – amerykańska ustawa z 1903 roku. Dzięki niej władze federalne mogły zbudować wielkie systemy irygacyjne w Arizonie, Kalifornii, Kolorado i Utah.